# Voldemar Väli
Voldemar Väli (n. 10 ianuarie 1903, Kuressaare, Gubernia Livonia, Imperiul Rus – d. 13 aprilie 1997, Stockholm, Suedia) a fost un luptător ce a reprezentat Estonia, medaliat olimpic. A participat la 3 ediții ale Jocurilor Olimpice (1924, 1928, 1936) în care a câștigat o medalie de aur.